# Borów (powiat opolski)
Borów – wieś w Polsce położona w województwie lubelskim, w powiecie opolskim, w gminie Chodel.
Wieś szlachecka położona była w drugiej połowie XVI wieku w powiecie lubelskim województwa lubelskiego. W latach 1975–1998 miejscowość należała administracyjnie do województwa lubelskiego.
Wieś stanowi sołectwo w gminie Chodel. Według Narodowego Spisu Powszechnego z roku 2011 wieś liczyła 144 mieszkańców.
Wierni Kościoła rzymskokatolickiego należą do parafii Trójcy Świętej i Narodzenia Najświętszej Maryi Panny w Chodlu.
| SIMC    | Nazwa     | Rodzaj    |
| ------- | --------- | --------- |
| 0379809 | Przydatki | część wsi |

## Historia
Wieś sięga początkiem w XIV wiek, roku 1387 sąd ziemi sandomierskiej zaświadcza, że Bogusz z Głuska sprzedał Bełżyce za 200 grzywien Janowi Tarnowskiemu wojewodzie sandomierskiemu. w tym samym roku 1387 Władysław II Jagiełło przenosi Borów na prawo magdeburskie stało się to staraniem Tarnowskiego. Wieś stanowi własność szlachecką w latach 1387–1533 w kluczu Bełżyce. W drugiej połowie XV wieku dobra Borów, tak samo jak dobra Bełżyce, stały się własnością Pileckich herbu Leliwa.

Pileccy pochodzili z Pilczy, nie bez znaczenia zapewne był fakt że Władysław Jagiełło w 1417 roku pojął za żonę wdowę Elżbietę (przedtem miała trzech mężów) córkę Ottona z Pilczy. Elżbieta miała z małżeństwa z Granowskim syna Jana, który został pasierbem królewskim. Tenże właśnie Jan z Pilczy Pilecki został w połowie XV wieku dziedzicem Borowa i Bełżyc.

W wieku XVII pogłowne od 69 poddanych z Borowa płacił Bogusław Orzechowski.